# Instituce spojené se Svatým Stolcem
Instituce spojené se Svatým Stolcem byly v minulosti anebo nově zřízeny Svatým Stolcem jako instituce, které nejsou součástí Římské kurie, ale jsou považovány za důležité pro Svatý stolec nebo Kurii. Papežská konstituce Pastor Bonus o tom říká: "Jsou určité instituce, částečně historického původu, částečně nově založené, které sice ve vlastním smyslu nepatří k Římské kurii, avšak poskytují stejně tak nezbytné nebo užitečné služby samotnému Nejvyššímu pontifikovi, Kurii nebo celé církvi, a jsou nějakým způsobem spojeny s Apoštolským stolcem."
K poslední změně došlo v roce 2022, když papež František vydal apoštolskou konstituci Praedicate Evangelium (Hlásejte evangelium) o římské kurii a její službě církvi a světu, která nahradila konstituci Jana Pavla II. Pastor Bonus z roku 1988.

## Seznam institucí
Výčet institucí spojených se Svatým stolcem podle Praedicate Evangelium (čl. 241–249).
- Vatikánský apoštolský archiv
- Vatikánská apoštolská knihovna
- Stavební huť baziliky sv. Petra
- Papežská komise pro posvátnou archeologii
- Papežská akademie věd a ostatní papežské akademie:
  - Papežská akademie výtvarných umění a literatury
  - Papežská církevní akademie
  - Papežská teologická akademie
  - Papežská římská archeologická akademie
  - Papežská akademie sv. Tomáše Akvinského
  - Papežská akademie Cultorum Martyrum
  - Papežská akademie společenských věd
  - Papežská akademie pro život
  - Papežská mezinárodní mariánská akademie
  - Papežská latinská akademie

- AVEPRO
- Autorita finančního dohledu a informovanosti

## Papežské baziliky
Podle vatikánských webových stránek k těmto institucím dále patří papežské baziliky, i když Pastor Bonus v čl. 192 i Praedicate Evangelium v čl. 244 mluví pouze o Stavební huti baziliky sv. Petra:
- Bazilika svatého Petra
- Lateránská bazilika
- Bazilika svatého Pavla za hradbami
- Bazilika Panny Marie Sněžné